# Poliobrya mesoglauca
Poliobrya mesoglauca là một loài bướm đêm trong họ Noctuidae.